# Creu de terme del Belltall
La Creu de terme de Belltall és una creu de terme de Passanant i Belltall (Conca de Barberà), situada a la sortida de Belltall direcció a Solivella. Està inclosa a l'Inventari del Patrimoni Arquitectònic de Catalunya.

## Descripció
És una creu monumental de pedra arenisca del país. Es tracta d'una creu renaixentista, sobre un model gòtic, del primer quart del segle XVII. Peu o fonament quadrat sobre el qual reposa una base de pedra prismàtica. Fust de pedra de perfil octogonal d'uns 12 cm de costat i uns 3 m d'alçada. La llanterna té una estructura de prisma octogonal, amb uns costats de 14 cm i una alçada de 14 cm, tancat a la seva part superior per un casquet hemisfèric que fa les funcions de cúpula. Les arestes del prisma són unes columnes toscanes entre les quals hi ha representacions de sants i figures decoratives (Sant Pere, Sant Pau, Santa Magdalena i un sense identificar). La creu té 1 m d'alçada i 78 cm d'ample. En una cara hi ha una imatge de la Mare de Déu amb el Nen Jesús al braç esquerre. A la mà dreta hi porta un bastó. El Nen acaricia amb la seva mà dreta la cara de la Mare. A la dreta i a l'esquerra del permòdol hi ha caps d'angelets. A l'extrem superior de la Creu hi el Colom Místic o Esperit Sant. A l'altre cantó s'hi representa la crucifixió i sobre l'escena un pergamí amb l'acrònim INRI.

## Història
Documentada ja el 1572, fou restaurada el 1995 i 1998.